# Конфликт в Горном Бадахшане (2012)
Конфликт в Горном Бадахшане — спецоперация в 2012 году таджикских правительственных сил на востоке Таджикистана — в Хороге, областном центре Горно-Бадахшанской автономной области по задержанию и уничтожению виновных в убийстве таджикского генерала Абдулло Назарова и нейтрализации формирований банд.

## Предыстория и начало операции
Военной операции предшествовало убийство начальника управления Государственного комитета национальной безопасности (ГКНБ) Республики Таджикистан по Горно-Бадахшанской автономной области генерал-майора Абдулло Назарова. Тот 21 июля «поздно вечером возвращался из служебной командировки из Ишкашимского района, когда его машину остановили неизвестные. Они вытащили генерала и нанесли ему несколько смертельных ножевых ранений». В его убийстве власти сразу же обвинили людей из окружения полковника Ишкашимского погранотряда, бывшего полевого командира, влиятельного по сей день в Хороге Толиба Айёмбекова. От него правоохранительные органы потребовали выдать причастных к убийству людей, однако переговоры, по мнению властей, не увенчались успехом. Сам Айёмбеков заявлял, что была достигнута договорённость о том, что сами подозреваемые в убийстве генерала утром 24 июля явятся в органы следствия. Однако таджикские военные (по некоторым данным, общее количество бойцов правительственных сил составляло свыше 3 тыс. человек) их опередили, и 24 июля в 4 утра начали штурм города.
Бои начались в четырёх районах Хорога: УПД, Бар-Хорог, Хлебозавод и Навобод. Население не было эвакуировано. Только в Хлебзаводе власти предупредили людей о возможном штурме, и свои дома тогда оставили лишь некоторые жители района. Перестрелка между сторонами длилась 16 часов. В это время не было доступа к достоверной информации о том, что происходит в Хороге. На Памире была отключена телефонная и мобильная связь. Точная информация о числе погибших стала известна лишь на следующий день, когда президент Таджикистана объявил о моратории и был создан коридор для того, чтобы местные жители и военные смогли забрать тела погибших и предать их земле.
По подсчётам некоторых источников, число жертв из числа жителей Хорога составило 21 человек. О раненых информации нет, так как люди скрывали свои ранения, чтобы не быть привлечёнными за участие в боях. Правительственные силы, по некоторым данным, потеряли 23 бойца. Позже, 9-10 июля 2013 года, во время слушания Национального доклада Таджикистана в Комитете ООН по правам человека о ходе реализации Международного пакта о гражданских и политических правах, — таджикская сторона призналась, что в Хороге в результате спецоперации погиб 41 человек, — помимо 18 солдат и правительственных сотрудников, — также погибли 23 мирных гражданина.

## Последствия спецоперации
После того, как в городе был объявлен мораторий на ведение огня, жители Хорога, по призыву своего духовного лидера Ага-хана IV начали сдавать своё оружие. Однако, ситуация в городе оставалась напряжённой. После некоторого затишья, 10 августа недалеко от Хорога, на посту Бидур, правительственными силами была обстреляна автомашина марки «Мерседес», в результате чего погибли два человека и ещё двое были ранены. Этот инцидент стал поводом для нового митинга в Хороге, на котором горожане потребовали вывести войска. Получив обещание, они разошлись, но войска выведены не были. Через 11 дней произошёл ещё один резонансный инцидент. В ночь на 22 августа в своём доме был убит неформальный лидер Бадахшана Имумназар Имумназаров.
В городе начался ещё один митинг, на этот раз он был масштабнее и приехали в Хорог даже жители других районов ГБАО. Протестующие потребовали вывода войск из города и снятия с должности председателя области. Через представителя Фонда Ага-хана Ёдгора Файзова, министр обороны страны передал митингующим, что готов подписать соглашение о выводе войск, если митинг будет распущен. Для подтверждения своих слов министр снял военных со всех позиций в горах и внутри города. Однако военные остались в городе. Позже сообщалось, что войска будут выведены из области после сентябрьского визита президента в ГБАО.

## Версии сторон относительно целей операции
Официальным основанием для крупномасштабной спецоперации в Хороге власти назвали поимку убийц генерала Назарова, — однако, через несколько дней после операции силовые структуры потребовали выдать им не убийц генерала, а неформальных лидеров региона, бывших полевых командиров Имумназара Имумназарова, Мухамадбокира Мухамадбокирова, Ёдгора Мамадасламова и Толиба Аёмбекова. Более того: генеральный прокурор и министр внутренних дел страны позже признались, что целью операции было именно устранение неформальных лидеров Бадахшана, так как они пытались «обмануть правительство и захватить власть в регионе». Генпрокурор прямо подчеркнул, что «четверо их лидеров не хотели сдавать оружие. Привлекали молодых людей обманным путём, чтобы брать под свой контроль ГБАО».
Будучи ещё живым, Имумназаров эти обвинения опроверг, хотя признался, что предложения о захвате власти и осуществлении переворота на Памире к ним поступали не раз. Предлагали потенциальные «заказчики» большие деньги. По его мнению, власти провели военную операцию для того, чтобы ликвидировать главных авторитетов Памира, бывших полевых командиров, которые имеют большое влияние в Хороге и не позволяют некоторым чиновникам усиливать коррупцию в области. Он был уверен, что власти решили развернуть масштабную операцию, чтобы навести заодно и страх на население края.
Заместитель директора Центра стратегических исследований РТ Сайфулло Сафаров говорит, что военная операция в Хороге была связана с тем, что вооружённые группы города намеревались создать страну под названием Великий Бадахшан в составе ГБАО Таджикистана и афганского Бадахшана. По его мнению, «это говорит о том, что ведутся тайные геополитические игры».

## Критика
С осуждением действий таджикских властей сразу выступили диаспоры памирцев, которые проживают во многих странах. В частности, 25 июля 2012 года в Москве у посольства Таджикистана собралась большая группа выходцев с Памира. Они выступили с обращением к президенту страны Эмомали Рахмону и потребовали прекратить боевые действия на Памире, открыть гуманитарный коридор и восстановить мобильную связь. Аналогичные пикеты памирцы устроили у заданий таджикских посольств в Бишкеке и Вашингтоне. Небольшая акция прошла и в Санкт-Петербурге.
Осудили операцию и некоторые таджикские эксперты. По мнению известного таджикского политолога Парвиза Муллоджонова, операция была ошибочной, так как после неё вместо небольших групп мятежников страна получит крупную оппозиционную силу. Султони Хамад, другой таджикский эксперт говорит, что силовые структуры игнорировали в ходе операции этнические ценности населения Хорога, не были приняты во внимание местные особенности.
Своё беспокойство по поводу событий в Хороге выразила также ОБСЕ. Председатель этой организации Эймон Гилмор призвал обе стороны проявлять сдержанность.
В заявлении российского МИДа по поводу хорогских событий говорится, что Россия «встревожена актами насилия в отношении представителей государственной власти республики, приведшими к проведению спецоперации на юго-востоке страны». МИД РФ выразило надежду, что «руководство дружественного Таджикистана сможет поставить ситуацию под надёжный контроль, восстановит общественный порядок и верховенство закона в этом регионе».

## Расследование событий
Расследование кровавых событий в Хороге, по мнению таджикских властей, продолжаются. Так они заявили и во время слушания Национального доклада Таджикистана в Комитете ООН по правам человека в Женеве о ходе реализации Международного пакта о гражданских и политических правах (МПГПП), которое состоялось 9 июля 2013 года. В частности, генпрокуратура Таджикистана уже официально заявила, что результаты расследования инцидента на посту Бидур показали, что никаких нарушений в действиях военных, находящихся тогда на той позиции, не было, и они открыли огонь в рамках закона. Генеральный прокурор Шерхон Салимзода обещал найти причастных к убийству И. Имумназарова. На данный момент только двое жителей Хорога осуждены за участие в тех событиях.
10 сентября 2013 года ряд правозащитных организаций (Бюро по правам человека и соблюдению законности, Независимый центр защиты прав человека, Центр по правам человека, Центр по правам ребёнка и общественный фонд «Нотабене», Ассоциация юристов Памира) провели презентацию независимого мониторинга хорогских событий. Правозащитники констатировали нарушение прав и свобод жителей Хорога, как во время спецоперации, так и после её завершения. Так, в интервью членам мониторинговой группы пострадавшие граждане и родственники погибших указали на отсутствие информации о ходе расследования по факту смертей гражданских лиц во время июльских событий 2012 года. По их словам, власти не провели никаких экспертиз трупов. Даже были случаи, когда не были задокументированы факты смерти людей. Семьям погибших не были выданы свидетельства о смерти. Результаты мониторинга показали, что на сегодняшний день не проведено ни одного эффективного расследования по фактам смерти жертв июльских событий 2012 года. Родственники жертв не имеют информации, было ли возбуждено уголовное дело, и проводится ли уголовное расследование этих случаев.